# Syndrome XYYY
 (avril 2021).
Si vous disposez d'ouvrages ou d'articles de référence ou si vous connaissez des sites web de qualité traitant du thème abordé ici, merci de compléter l'article en donnant les références utiles à sa vérifiabilité et en les liant à la section « Notes et références ».
 Mise en garde médicale
Le syndrome XYYY, également connu sous le nom de 48,XYYY, est un trouble chromosomique dans lequel un homme a deux copies supplémentaires du chromosome Y. Le syndrome est exceptionnellement rare, avec seulement douze cas enregistrés. Le phénotype du syndrome est hétérogène, mais semble plus sévère que son homologue le syndrome XYY . Les signes habituels sont un fonctionnement intellectuel limité parfois léger, l'infertilité, la synostose radio-ulnaire et, dans certains cas, une grande taille.